# Danh sách quốc gia và vùng lãnh thổ thuộc Trung Đông
Dưới đây là danh sách các quốc gia và vùng lãnh thổ Trung Đông bao gồm: Bahrain, Ai Cập, Iran, Iraq, Israel, Jordan, Kuwait, Liban, các vùng lãnh thổ Palestine, Oman, Qatar, Ả Rập Xê Út, Syria, Các Tiểu vương quốc Ả Rập Thống nhất, Thổ Nhĩ Kỳ, đảo Síp, Yemen và quốc gia chỉ được Thổ Nhĩ Kỳ công nhận - Cộng hòa Bắc Síp.  Lưu trữ ngày 21 tháng 4 năm 2006 tại Wayback Machine
Chỉ có duy nhất Ai Cập thuộc về châu Phi. Thổ Nhĩ Kỳ là quốc gia liên lục địa, có lãnh thổ nằm trên cả châu Âu và châu Á. Trên đảo Síp còn có hai khu vực căn cứ có chủ quyền Akrotiri và Dhekelia thuộc Vương quốc Liên hiệp Anh và Bắc Ireland.

## Danh sách
| Quốc kì | Tên tắt                              | Tên chính thức                                            | Tên địa phương                                                              | Thủ đô            | Bản đồ | Diện tích (km2) | Dân số (năm 2020) | Mật độ dân số |
| ------- | ------------------------------------ | --------------------------------------------------------- | --------------------------------------------------------------------------- | ----------------- | ------ | --------------- | ----------------- | ------------- |
|         | Ai Cập                               | Cộng hòa Ả Rập Ai Cập                                     | tiếng Ả Rập: مِصر Miṣr, tiếng Ả Rập Ai Cập: مَصر Maṣr, tiếng Copt: Ⲭⲏⲙⲓ Khēmi |                   |        | 1.010.407,87    | 101.060.000       | 100/km2       |
|         | Akrotiri và Dhekelia                 | Các khu vực có chủ quyền Akrotiri và Dhekelia (thuộc Anh) | Các khu vực có chủ quyền Akrotiri và Dhekelia (thuộc Anh)                   | Episkopi          |        | 254             | 7.000             |               |
|         | Ả Rập Xê Út                          | Vương quốc Ả Rập Xê Út                                    | tiếng Ả Rập: المملكة العربية السعودية                                       | Riyadh            |        | 2.149.690       | 33.413.660        | 15/km2        |
|         | Các tiểu vương quốc Ả Rập Thống nhất | Các tiểu vương quốc Ả Rập Thống nhất                      | tiếng Ả Rập: دولة الإمارات العربية المتحدة                                  | Abu Dhabi         |        | 83.657          | 9.304.277         | 99            |
|         | Bahrain                              | Vương quốc Bahrain                                        | tiếng Ả Rập: مملكة البحرين                                                  | Manama            |        | 785,08          | 1.501.635         | 1912,7/km²    |
|         | Iran                                 | Cộng hòa Hồi giáo Iran                                    | Ba Tư: جمهوری اسلامی ايران                                                  | Tehran            |        | 1.648.195       | 82.531.700        | 48            |
|         | Iraq                                 | Cộng hòa Iraq                                             | tiếng Ả Rập: جمهورية العراقKurdish: كۆماری عێراق                            | Baghdad           |        | 437.072         | 38.433.600        | 82            |
|         | Israel                               | Nhà nước Israel                                           | tiếng Hebrew: יִשְרָאֵלtiếng Ả Rập: إسرائيل                                     | Jerusalem         |        | 20.770          | 7.015.680         | 333           |
|         | Jordan                               | Vương quốc Hashemite Jordan                               | tiếng Ả Rập: المملكة الأردنية الهاشميه                                      | Amman             |        | 89.341          | 9.531.712         | 107           |
|         | Kuwait                               | Nhà nước Kuwait                                           | tiếng Ả Rập: دولة الكويت                                                    | Kuwait City       |        | 16.970          | 4.621.638         | 200           |
|         | Liban                                | Cộng hòa Li-băng                                          | tiếng Ả Rập: الجمهورية اللبنانية                                            | Beirut            |        | 10.452          | 5.416.225         | 560           |
|         | Oman                                 | Vương quốc Hồi giáo Oman                                  | tiếng Ả Rập: سلطنة عُمان                                                     | Muscat            |        | 309.500         | 5.106.626         | 13            |
|         | Palestine                            | Nhà nước Palestine                                        | Tiếng Ả Rập: دولة فلسـطين                                                   | Jerusalem         |        | 6.020           | 4.854.013         | 731           |
|         | Qatar                                | Nhà nước Qatar                                            | tiếng Ả Rập: دولة قطر                                                       | Doha              |        | 11.581          | 1.699.435         | 176           |
|         | Bắc Síp                              | Cộng hòa Bắc Síp thuộc Thổ Nhĩ Kỳ                         | tiếng Thổ Nhĩ Kỳ: Kuzey Kıbrıs Türk Cumhuriyeti                             | Lefkoşa (Nicosia) |        | 3355            | 326000            | 80.5          |
|         | Síp                                  | Cộng hòa Síp                                              | tiếng Hy Lạp: Κυπριακή Δημοκρατίαtiếng Thổ Nhĩ Kỳ: Kıbrıs Cumhuriyeti       | Nicosia           |        | 9.251           | 864.200           | 123           |
|         | Syria                                | Cộng hòa Ả Rập Syria                                      | tiếng Ả Rập: جمهورية سوريا العربية                                          | Damascus          |        | 185.180         | 18.448.752        | 99            |
|         | Thổ Nhĩ Kỳ                           | Cộng hòa Thổ Nhĩ Kỳ                                       | Thổ Nhĩ Kỳ: Türkiye Cumhuriyeti                                             | Ankara            |        | 783.356         | 82.003.882        | 105           |
|         | Yemen                                | Cộng hòa Yemen                                            | tiếng Ả Rập: الجمهورية اليمنية                                              | San‘a’            |        | 527.970         | 28.498.683        | 44            |

## Xếp hạng theo thu nhập bình quân đầu người GDP

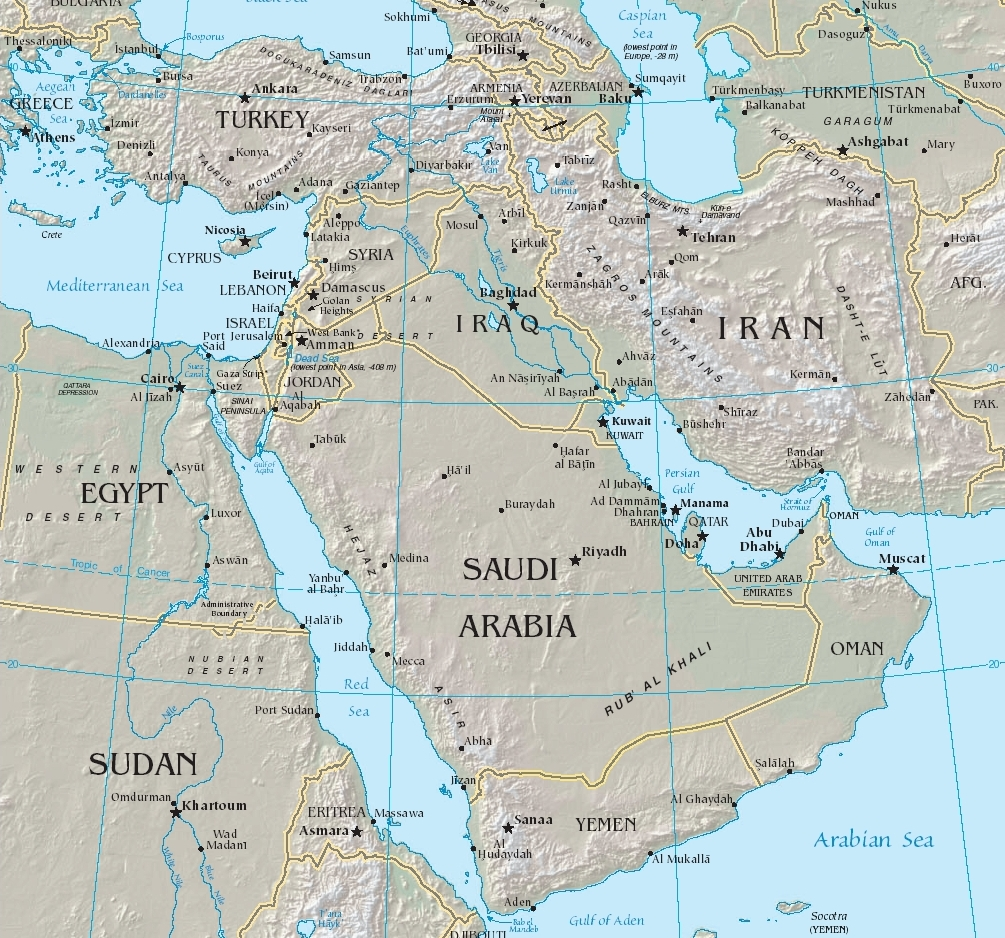
Bản đồ khu vực Trung Đông

Xếp hạng các quốc gia trên bán đảo Ả rập, dựa theo số liệu năm 2005 của Quỹ Tiền tệ Quốc tế. Trong bảng dưới đây không có số liệu của Palestine.
| Thứ tự (So với các nước trong khu vực) | Thứ tự (So với các nước trên thế giới) | Quốc gia                             | Thu nhập bình quân đầu người (USD) |
| -------------------------------------- | -------------------------------------- | ------------------------------------ | ---------------------------------- |
| 1                                      | 7                                      | Qatar                                | 47.519                             |
| 2                                      | 21                                     | Các Tiểu Vương quốc Ả Rập Thống nhất | 28.582                             |
| 3                                      | 25                                     | Kuwait                               | 26.020                             |
| 4                                      | 30                                     | Israel                               | 18.266                             |
| 5                                      | 36                                     | Bahrain                              | 16.153                             |
| 6                                      | 39                                     | Ả Rập Xê Út                          | 13.316                             |
| 7                                      | 40                                     | Oman                                 | 12.495                             |
| 8                                      | 58                                     | Liban                                | 6.033                              |
| 9                                      | 89                                     | Iran                                 | 2.825                              |
| 10                                     | 101                                    | Jordan                               | 2.219                              |
| 11                                     | 107                                    | Iraq                                 | 1.783                              |
| 12                                     | 115                                    | Syria                                | 1.418                              |
| 13                                     | 116                                    | Ai Cập                               | 1.316                              |
| 14                                     | 146                                    | Yemen                                | 586                                |